# National Academy of Recording Arts and Sciences

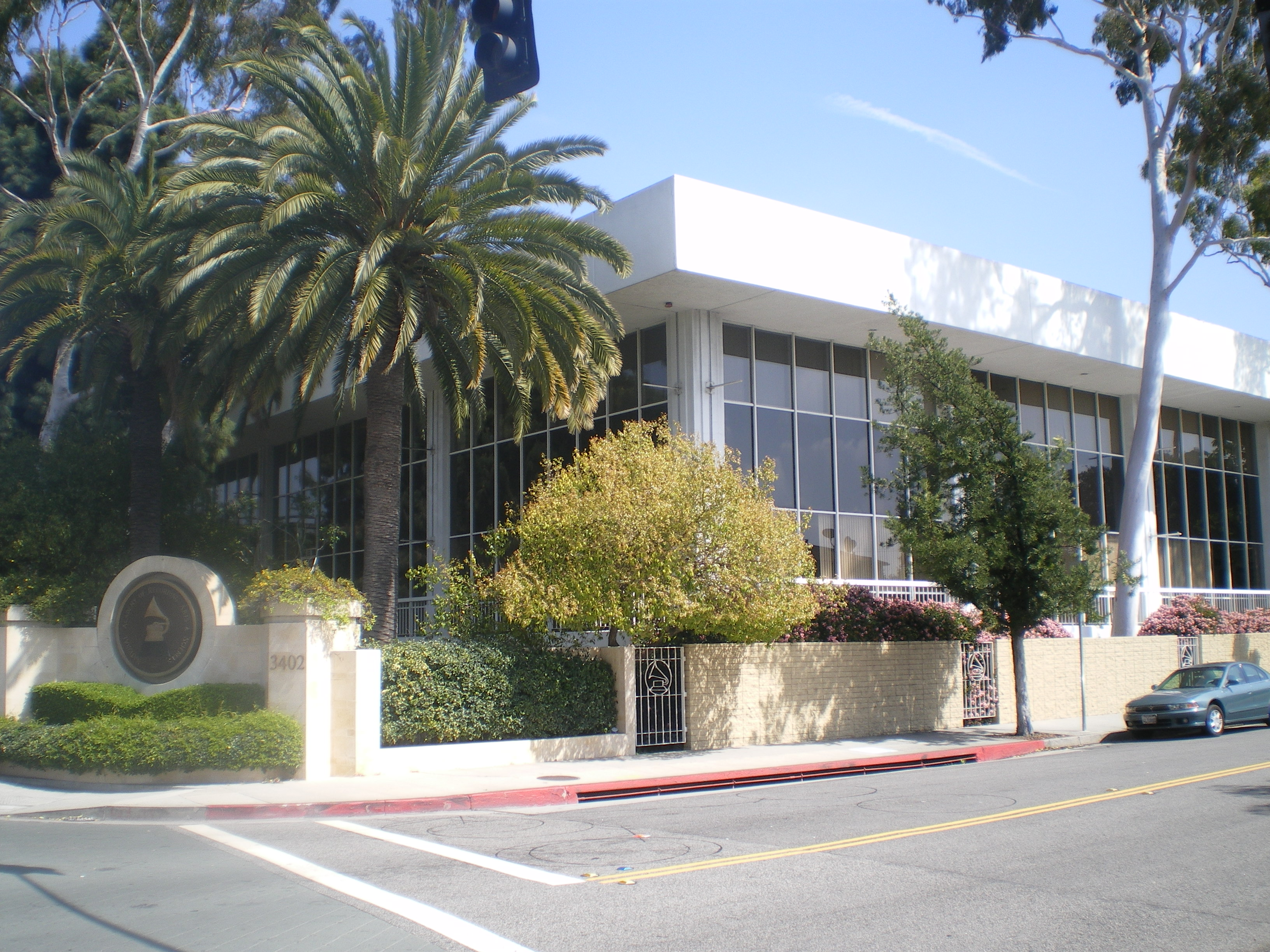
Sede accademia

La National Academy of Recordings Arts & Sciences (NARAS), nota anche come The Recording Academy, è un'organizzazione statunitense di musicisti, produttori, audio engineer e altre professionalità del campo musicale. La sede è situata a Santa Monica (California). L'organizzazione è stata fondata nel 1957 ed è nota perché conferisce i Grammy Award.